# Diócesis de Galway y Kilmacduagh
La diócesis de Galway y Kilmacduagh (en latín: Dioecesis Galviensis et Duacensis, en inglés: Roman Catholic Diocese of Galway and Kilmacduagh y en irlandés: Deoise na Gaillimhe agus Chill Mhic Dhuach) es una circunscripción eclesiástica de la Iglesia católica en la República de Irlanda. Se trata de una diócesis latina, sufragánea de la arquidiócesis de Tuam. Desde el 11 de febrero de 2022 su obispo es Michael Gerard Duignan. A los obispos de Galway y Kilmacduagh se les confía en administración perpetua la diócesis de Kilfenora (Fenaborensis), sufragánea de la arquidiócesis de Cashel y Emly.

## Territorio y organización

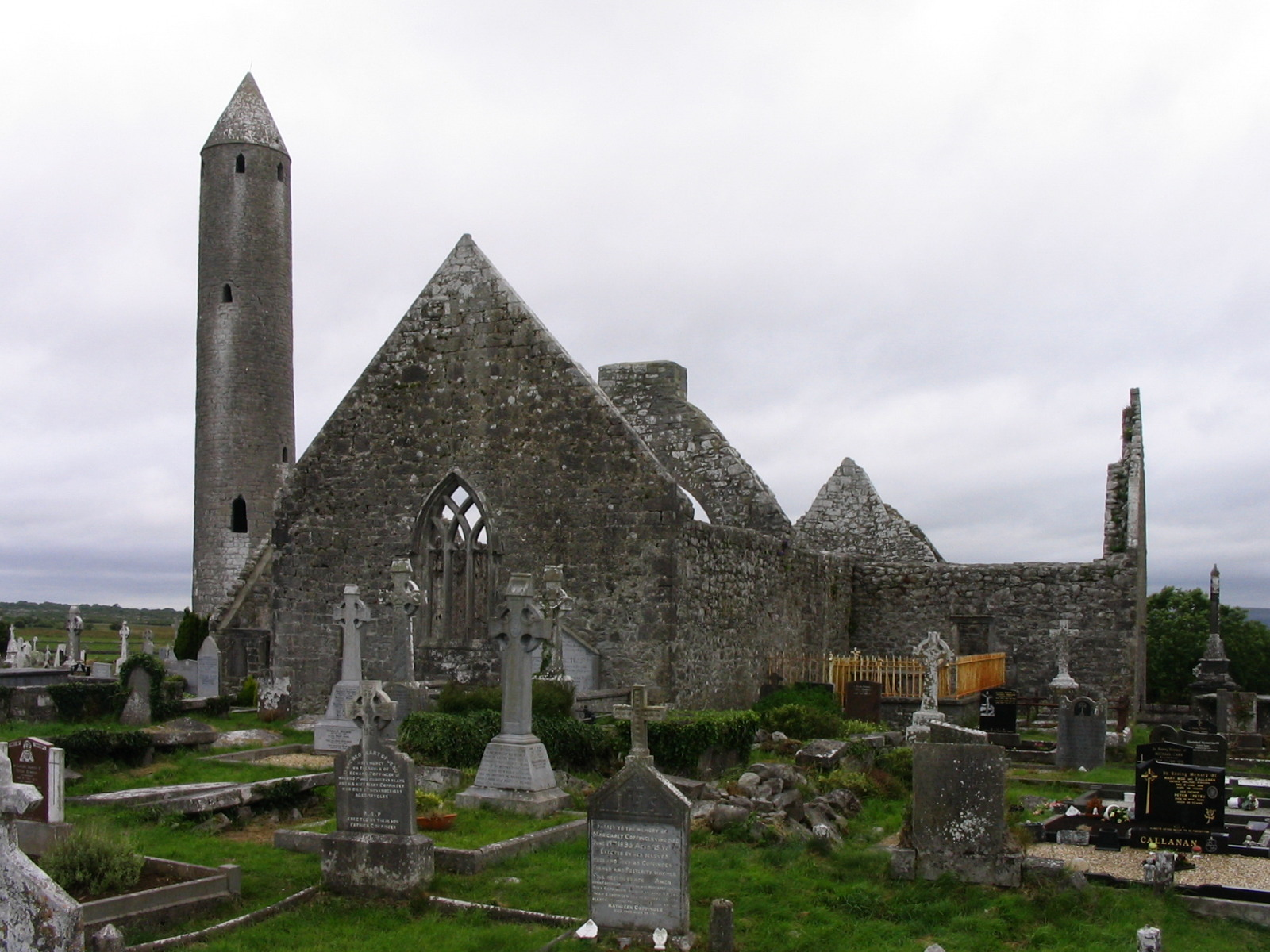
Ruinas de la Catedral de San Colmán, en Kilmacduagh

La diócesis tiene 2610 km² y extiende su jurisdicción sobre los fieles católicos de rito latino residentes en parte de los condados de Galway, Mayo y Clare.

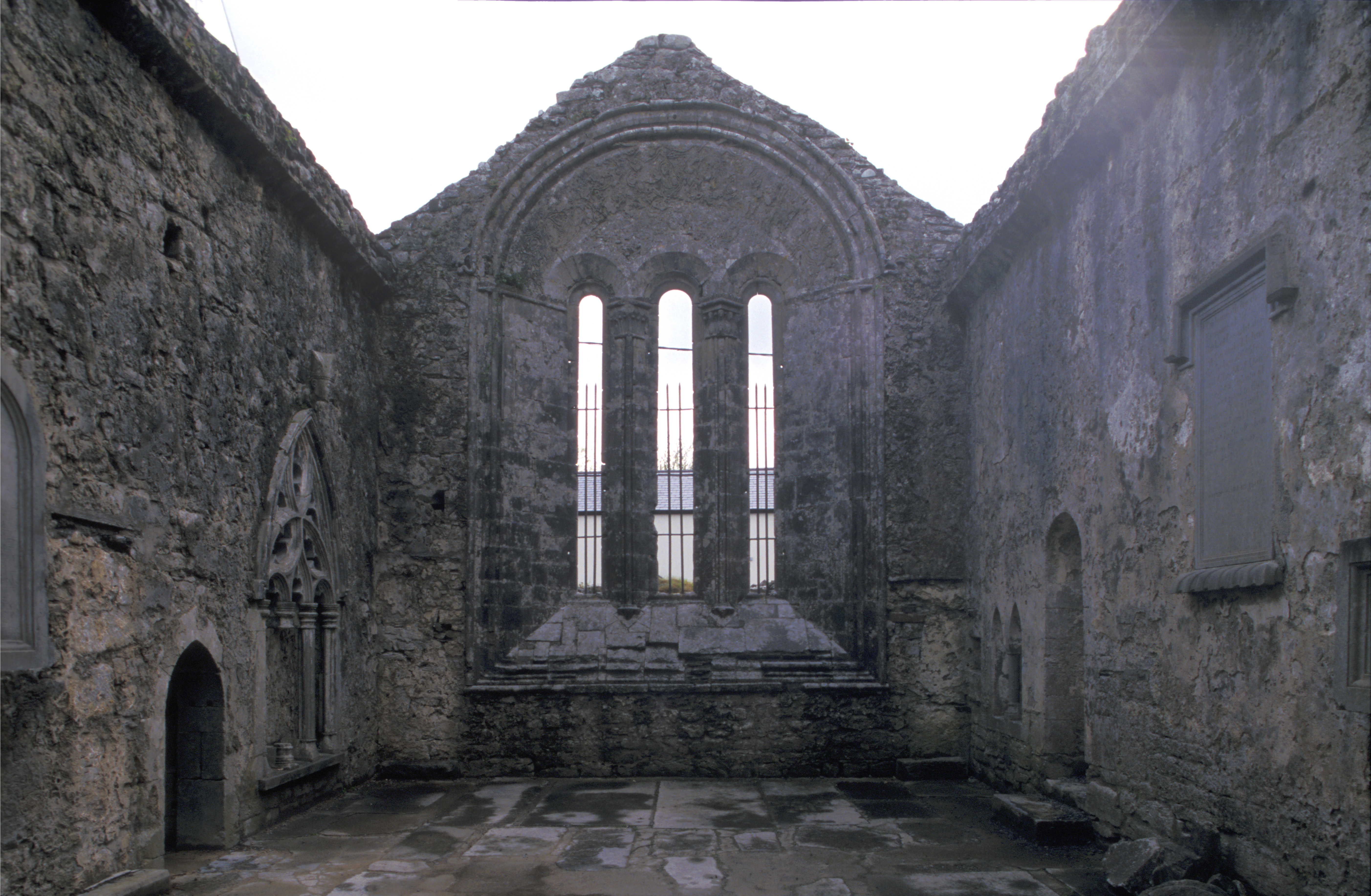
Ruinas de la Catedral de San Fachnan, en Kilfenora

La sede de la diócesis se encuentra en la ciudad de Galway, en donde se halla la Catedral de Nuestra Señora de la Asunción y San Nicolás. En Kilmacduagh se hallan las ruinas de la Catedral de San Colmán, que pasó a la Iglesia de Irlanda durante el cisma anglicano. En Kilfenora se hallan las ruinas de la Catedral de San Fachnan, que pasó a la Iglesia de Irlanda durante la Reforma anglicana y quedó en ruinas, aunque desde 1837 una parte de ella fue acondicionada como iglesia parroquial y es ocacionalmente usada para el culto anglicano.

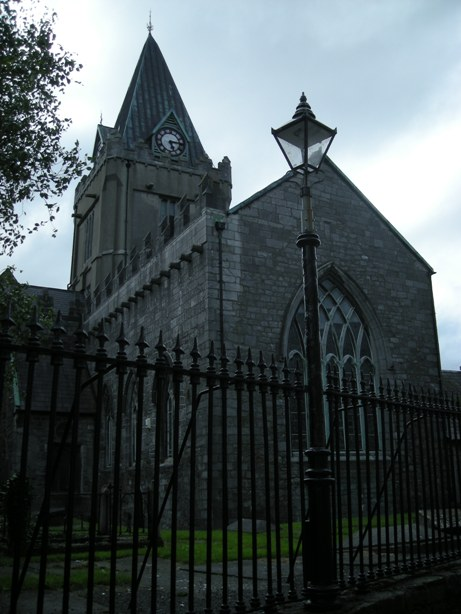
Colegiata de San Nicolás, en Galway, hoy perteneciente a la Iglesia de Irlanda

En 2023 en la diócesis existían 40 parroquias agrupadas en 5 decanatos: Galway este, Galway oeste, Galway rural, Kilmacduagh y Kilfenora.

## Historia

### Custodia de Galway
La diócesis de Galway deriva de la antigua diócesis de Enachdune. De 1253 a 1306 se suprimió la sede y se unió su territorio con la arquidiócesis de Tuam. En 1306 el deán y el capítulo de Enachdune (hoy Annaghdown) eligieron al obispo Gilbert sin obtener el permiso previo del rey y a pesar de que la sede fue suprimida. El arzobispo de Tuam apeló a la Santa Sede, pero el obispo Gilbert, ya consagrado, permaneció en el cargo. Los arzobispos de Tuam intentaron durante unos 250 años imponer su jurisdicción sobre la abadía de Annaghdown y sobre las parroquias en cuestión, chocando con los abades que intentaban mantener su independencia. El descontento suscitado por esta situación por parte de algunas familias anglo-normandas de la cercana ciudad de Galway obligó al obispo de Tuam, el 28 de septiembre de 1484, a eximir a esta última de su jurisdicción.
El papa Inocencio VIII sancionó este arreglo y estableció la Custodia de Galway el 8 de septiembre de 1485 mediante la bula Super Dominicum Gregem, una circunscripción eclesiástica sui generis. El guardián de la colegiata de San Nicolás tenía poderes cuasiepiscopales, con derecho a nombrar párrocos de la ciudad de Galway y de algunas parroquias vecinas y la facultad de visitar monasterios, mientras que obviamente no podía conferir órdenes. Lo asistían otros ocho vicarios de la ciudad, que constituían una especie de cabildo. Tanto el custodio como los vicarios eran elegidos por la población local anualmente.
Al principio, solo la ciudad y la parroquia de Claregalway constituían la custodia. Sin embargo, a finales de XV se incluyeron las parroquias de Oranmore y Maree, Oughterard, Rahoon, Moycullen y Skryne. El arzobispo de Tuam conservó algunos derechos de visita vagamente definidos. La Reforma protestante vio la creación de una custodia anglicana que gozó del patrocinio del gobierno y el mantenimiento de una custodia católica romana clandestina. Sin embargo, la custodia anglicana nunca gozó de apoyo popular. 
En 1652, después de un asedio de nueve meses, las tropas de Oliverio Cromwell destruyeron la ciudad y convirtieron la iglesia en un establo para los caballos del ejército.
El 21 de abril de 1733 el papa Clemente XII decidió mediante el breve Redemptoris que la custodia de Galway sería sufragánea del arzobispo de Tuam, quien tendría derecho a realizar visitas cada tres años y conocer en apelaciones. Decidió además que la elección del custodio se haría cada tres años.
En los siglos XVII y XVIII los guardianes de Galway a menudo estaban en desacuerdo con los arzobispos de Tuam, quienes reclamaban ciertos derechos sobre la ciudad de Galway. A esto se sumaron problemas para la elección de custodios y vicarios, cuando siguiendo las leyes penales irlandesas los católicos, que también constituían la gran mayoría de los habitantes de Galway, no podían inscribirse como burgueses, que tenían derecho de elección. Por lo tanto, fue necesario crear un registro de ciudadanos clandestino y alternativo, pero esto no impidió el surgimiento de rivalidades tribales. En 1793 los ciudadanos de Galway pudieron volver a reunirse libremente para las elecciones.

### Diócesis de Galway
Las custodias anglicana y católica continuaron hasta principios del siglo XIX. La custodia anglicana fue descontinuada por la Iglesia de Irlanda y reemplazada por la parroquia de Galway bajo el cuidado de un rector, que hoy es parte de la diócesis de Tuam, Limerick y Killaloe. En la católica la elección popular provocó muchos incidentes y tumultos, hasta el punto de que, en una visita ad limina a Roma en 1828, los obispos irlandeses pidieron la abolición de este privilegio. El papa Gregorio XVI mediante la bula Sedium episcopalium del 27 de abril de 1831 erigió la diócesis de Galway.

### Diócesis de Kilmacduagh
La diócesis de Kilmacduagh deriva de una antigua sede monástica, erigida en la primera mitad del siglo VII por san Colmán. Más tarde, la sede estuvo a cargo de abades, que no eran necesariamente obispos consagrados, como ocurría comúnmente en el monacato irlandés. Anteriormente también se conocía en los anales irlandeses como la diócesis de Hy Fiachra. Fue establecida en el Sínodo de Kells de 1152 como sufragánea de la arquidiócesis de Tuam. 
Durante la primera mitad del siglo XIV la diócesis se unió temporalmente con la de Tuam; pero la protesta del cabildo catedralicio condujo en 1358 a la separación de las dos sedes.
Tras el cisma anglicano del rey Enrique VIII de Inglaterra, la diócesis vivió un largo período de crisis y la sede permaneció vacante durante casi todo el siglo XVII.

### Diócesis de Kilmacduagh y Kilfenora
El 12 de noviembre de 1750 la diócesis de Kilmacduagh se unió con la sede de Kilfenora. Dado que, siendo esta última sufragánea de la arquidiócesis de Cashel, pertenecían a dos metrópolis distintas, no era posible lograr una unión plena de las dos sedes: por lo que se estableció que los obispos llevaran alternativamente el título de Kilmacduagh y fueran administradores apostólicos de Kilfenora y viceversa.
El 31 de agosto de 1866, John McEvilly, obispo de Galway, fue nombrado administrador apostólico de las diócesis unidas de Kilfenora y Kilmacduagh y retuvo el cargo cuando el 7 de noviembre de 1881 pasó a ser arzobispo de Tuam.

### Diócesis de Galway y Kilmacduagh
El 5 de junio de 1883, mediante el breve Ecclesiae Tuamensis del papa León XIII, se disolvió la unión de las diócesis de Kilfenora y Kilmacduagh: esta última se unió a Galway erigiéndose la diócesis de Galway y Kilmacduagh, mientras que Kilfenora se dio en perpetua administración a los obispos de esta nueva diócesis.
En 1958 se inició la construcción de la actual catedral, que se terminó en 1965.
La diócesis recibió una visita del papa Juan Pablo II en 1979 durante su viaje apostólico a Irlanda.
Desde el 11 de febrero de 2022 está unida in persona episcopi con la diócesis de Clonfert.

## Estadísticas
Según el Anuario Pontificio 2024 la diócesis (incluyendo a la diócesis de Kilfenora) tenía a fines de 2023 un total de 118 000 fieles bautizados.
| Año                                                                             | Población | Población | Población      | Sacerdotes | Sacerdotes | Sacerdotes | Católicos por sacerdote | Diáconos permanentes | Religiosos | Religiosos | Parroquias y cuasiparroquias |
| Año                                                                             | Católicos | Total     | % de católicos | Total      | Diocesanos | Regulares  | Católicos por sacerdote | Diáconos permanentes | Masculinos | Femeninos  | Parroquias y cuasiparroquias |
| ------------------------------------------------------------------------------- | --------- | --------- | -------------- | ---------- | ---------- | ---------- | ----------------------- | -------------------- | ---------- | ---------- | ---------------------------- |
| 1950                                                                            | 59 379    | 59 742    | 99.4           | 144        | 74         | 70         | 412                     |                      | 240        | 300        | 31                           |
| 1970                                                                            | 57 026    | 57 435    | 99.3           | 151        | 89         | 62         | 377                     |                      | 143        | 349        | 32                           |
| 1980                                                                            | 72 860    | 73 648    | 98.9           | 165        | 109        | 56         | 441                     |                      | 144        | 305        | 39                           |
| 1990                                                                            | 76 100    | 77 159    | 98.6           | 96         | 94         | 2          | 792                     |                      | 43         | 236        | 39                           |
| 1999                                                                            | 91 282    | 94 014    | 97.1           | 117        | 78         | 39         | 780                     |                      | 61         | 217        | 40                           |
| 2000                                                                            | 92 971    | 96 004    | 96.8           | 127        | 80         | 47         | 732                     |                      | 62         | 221        | 40                           |
| 2001                                                                            | 95 166    | 96 304    | 98.8           | 129        | 76         | 53         | 737                     |                      | 65         | 210        | 40                           |
| 2002                                                                            | 98 157    | 101 234   | 97.0           | 124        | 77         | 47         | 791                     |                      | 62         | 224        | 40                           |
| 2003                                                                            | 100 755   | 103 138   | 97.7           | 117        | 75         | 42         | 861                     |                      | 62         | 225        | 40                           |
| 2004                                                                            | 102 425   | 105 079   | 97.5           | 113        | 74         | 39         | 906                     |                      | 58         | 219        | 38                           |
| 2006                                                                            | 104 822   | 109 493   | 95.7           | 112        | 70         | 42         | 935                     |                      | 61         | 188        | 38                           |
| 2013                                                                            | 103 084   | 113 392   | 90.9           | 100        | 61         | 39         | 1030                    |                      | 58         | 205        | 39                           |
| 2016                                                                            | 111 584   | 122 466   | 91.1           | 95         | 58         | 37         | 1174                    |                      | 55         | 228        | 39                           |
| 2019                                                                            | 114 022   | 140 152   | 81.4           | 107        | 62         | 45         | 1065                    |                      | 60         | 187        | 40                           |
| 2021                                                                            | 116 752   | 152 755   | 76.4           | 85         | 45         | 40         | 1373                    |                      | 51         | 182        | 40                           |
| 2023                                                                            | 118 000   | 155 000   | 76.1           | 95         | 49         | 46         | 1242                    |                      | 57         | 169        | 40                           |
| Fuente: Catholic-Hierarchy, que a su vez toma los datos del Anuario Pontificio. |           |           |                |            |            |            |                         |                      |            |            |                              |

## Episcopologio

### Obispos de Galway
- Nicholas Foran † (27 de abril de 1831-31 de julio de 1831 renunció) (obispo electo)

- George Joseph Plunket Browne † (26 de agosto de 1831-26 de marzo de 1844 nombrado obispo de Elphin)
- Laurence O'Donnell † (27 de septiembre de 1844-29 de junio de 1855 falleció)
- John MacEvilly † (9 de enero de 1857-7 de noviembre de 1881 sucedió al arzobispo de Tuam)[nota 4]

### Obispos de Galway y Kilmacduagh y administradores apostólicos de Kilfenora
- Thomas Joseph Carr † (12 de junio de 1883-16 de noviembre de 1886 nombrado arzobispo de Melbourne)
- Francis McCormack † (26 de abril de 1887-21 de octubre de 1908 renunció[nota 5])
- Thomas O'Dea † (29 de abril de 1909-1923 falleció)
- Thomas O'Doherty † (13 de julio de 1923-15 de diciembre de 1936 falleció)
- Michael Browne † (6 de agosto de 1937-21 de julio de 1976 retirado)
- Eamon Casey † (21 de julio de 1976-6 de mayo de 1992 renunció)
- James McLoughlin † (10 de febrero de 1993-23 de mayo de 2005 retirado)
- Martin Drennan † (23 de mayo de 2005-29 de julio de 2016 renunció)
- Brendan Kelly (11 de diciembre de 2017-11 de febrero de 2022 retirado)
- Michael Gerard Duignan, desde el 11 de febrero de 2022